# Pycnoschema suillum
Pycnoschema suillum är en skalbaggsart som beskrevs av Hermann Julius Kolbe 1905. Pycnoschema suillum ingår i släktet Pycnoschema och familjen Dynastidae. Inga underarter finns listade i Catalogue of Life.